# CHERUB
 (mars 2020).
- Si vous ne connaissez pas le sujet, laissez ce bandeau (vous pouvez alors contacter les auteurs).
- Si vous supprimez le contenu mis en cause (vous pouvez préalablement contacter les auteurs),

argumentez précisément cette suppression dans la page de discussion
(un manque de référence n'est pas un argument ; une recherche réelle de référence doit avoir été effectuée, être formellement documentée).
 (mars 2020).
La mise en forme du texte ne suit pas les recommandations de Wikipédia : il faut le « wikifier ».
Les points d'amélioration suivants sont les cas les plus fréquents. Le détail des points à revoir est peut-être précisé sur la page de discussion.
- Les titres sont pré-formatés par le logiciel. Ils ne sont ni en capitales, ni en gras.
- Le texte ne doit pas être écrit en capitales (les noms de famille non plus), ni en gras, ni en italique, ni en « petit »…
- Le gras n'est utilisé que pour surligner le titre de l'article dans l'introduction, une seule fois.
- L'italique est rarement utilisé : mots en langue étrangère, titres d'œuvres, noms de bateaux, etc.
- Les citations ne sont pas en italique mais en corps de texte normal. Elles sont entourées par des guillemets français : « et ».
- Les listes à puces sont à éviter, des paragraphes rédigés étant largement préférés. Les tableaux sont à réserver à la présentation de données structurées (résultats, etc.).
- Les appels de note de bas de page (petits chiffres en exposant, introduits par l'outil «  Source ») sont à placer entre la fin de phrase et le point final[comme ça].
- Les liens internes (vers d'autres articles de Wikipédia) sont à choisir avec parcimonie. Créez des liens vers des articles approfondissant le sujet. Les termes génériques sans rapport avec le sujet sont à éviter, ainsi que les répétitions de liens vers un même terme.
- Les liens externes sont à placer uniquement dans une section « Liens externes », à la fin de l'article. Ces liens sont à choisir avec parcimonie suivant les règles définies. Si un lien sert de source à l'article, son insertion dans le texte est à faire par les notes de bas de page.
- La présentation des références doit suivre les conventions bibliographiques. Il est recommandé d'utiliser les modèles {{Ouvrage}}, {{Chapitre}}, {{Article}}, {{Lien web}} et/ou {{Bibliographie}}. Le mode d'édition visuel peut mettre en forme automatiquement les références.
- Insérer une infobox (cadre d'informations à droite) n'est pas obligatoire pour parachever la mise en page.

Pour une aide détaillée, merci de consulter Aide:Wikification.
Si vous pensez que ces points ont été résolus, vous pouvez retirer ce bandeau et améliorer la mise en forme d'un autre article.
CHERUB est le titre générique d'une série de livres pour la jeunesse de Robert Muchamore qui racontent les aventures des agents d'une agence gouvernementale fictive du Royaume-Uni, étant uniquement composée d’agents mineurs âgés de 10 à 17 ans. Après le succès de la série originale de 12 tomes où le personnage principal est James, la suite de cinq tomes raconte cette fois les aventures de Ryan, qui « succède » dans la série à James, bien que celui-ci revienne dans les derniers tomes : le 15 (Black Friday) et le 16 (Hors-la-loi). Dans le 17 (Commando Adams), les deux personnages principaux (Ryan et James) se partagent le livre. Tout au long de la série différents thèmes sont abordés comme l'adolescence, le deuil, l'alcool et la drogue, l'homosexualité et le sexe, mais aussi la construction identitaire.
Robert Muchamore a aussi écrit une série de livres intitulée Henderson's Boys qui raconte les débuts de CHERUB et de Charles Henderson lors de la Seconde Guerre mondiale.
Le nom de CHERUB peut avoir plusieurs significations : 
- CHERUB est un sigle, qui est également le nom de ladite agence, étant l'acronyme de : Charles  Henderson's Espionage Research  Unit B (qui veut dire l'unité numéro B, A étant les adultes) ;

- d’après la définition de CHERUB dans le Littré : Terme d'antiquité : Mot sémitique désignant des figures d'animaux et d'où provient chérubin. ;

- CHERUB signifie également « angelot » ou « chérubin » en anglais, ce qui n'est pas sans rapport avec le logo de l'organisation. Le logo est, dans l'histoire de la série Henderson's boys, issu de la demande de Eillen McAfferty, la supérieure de Charles Henderson, à un résident de CHERUB doué en dessin nommé Paul Clarke, un personnage de la série Henderson's Boys.

## Présentation
Les agents mineurs de CHERUB sont recrutés dans tous les orphelinats du pays pour la plupart (à part quelques cas comme Rathbone Reagan, Kerry Chang par exemple), pour des raisons simples : il faut que les agents n’aient aucune attache avec le monde extérieur, et que personne n’ait de moyen de pression sur ceux-ci ou sur l’agence. Les critères sont basés sur les capacités physiques et intellectuelles. Les futurs agents peuvent être reçus à n’importe quel âge (pas plus de 12 ans), mais sont souvent recrutés vers l’âge de sept ans. À partir de cet âge, ils reçoivent une éducation de très haut niveau : en plus des matières enseignées dans les écoles ordinaires, on y apprend deux langues étrangères (dont une utilisant un alphabet étranger). Les agents sont aussi soumis à des entraînements physiques intensifs et sont tous spécialistes des arts martiaux. Le but de CHERUB est d'utiliser des mineurs pour que les criminels n'aient pas la même méfiance que face à des adultes. Cette branche des services secrets britanniques a été créée car personne n'irait imaginer qu'une telle organisation existe.

### Hiérarchie
Au sein de cette organisation, il existe depuis 1957 une hiérarchie particulière entre les agents. Pour que cette hiérarchie soit visuellement perceptible, la couleur des T-shirts qu'ils portent indique leur grade.
- Le T-shirt orange est réservé aux invités. Les résidents de CHERUB n'ont pas le droit de leur adresser la parole, sauf sur autorisation du directeur.

- Le T-shirt rouge est porté par les résidents qui n'ont pas encore suivi le programme d'entraînement initial exigé pour devenir un agent opérationnel. Ils sont pour la plupart âgés de six à dix ans et vivent au bloc junior. Ils reçoivent une éducation d'un niveau bien supérieur à celui des écoles ordinaires.

- Le T-shirt bleu ciel est attribué aux résidents qui suivent le programme d'entraînement initial ; le numéro de son binôme y est inscrit.

- Le T-shirt gris est remis à l'issue du programme d'entraînement initial aux résidents qui ont obtenu le statut d'agent opérationnel.

- Le T-shirt bleu marine récompense les agents ayant accompli une performance exceptionnelle au cours d'une mission.

- Le T-shirt noir est décerné sur décision du directeur aux agents ayant accompli des actes héroïques au cours d'un grand nombre de missions. La moitié des résidents reçoivent cette distinction avant de quitter CHERUB. Mais dans les derniers tomes ils peuvent le recevoir à l'issue d'une seule mission.

- Le T-shirt blanc est remis aux agents à leur départ en retraite (aux alentours de 17 ou 18 ans). Ils ont l'obligation et l'honneur de le porter à chaque fois qu'ils reviennent sur le campus. La plupart des instructeurs de CHERUB sont d'anciens agents et portent par conséquent leur T-shirt blanc.

### Agents principaux de la série originale
- James Adams - Né James Robert Choke en 1991 à Londres. C'est le personnage principal de la série. Il est un enfant comme un autre bien que turbulent et muni d'une grande facilité en mathématiques, jusqu'à la mort soudaine de sa mère. Au décès de celle-ci, alors qu'il est âgé de 12 ans, il est placé dans un orphelinat (où il tombe dans la délinquance), puis est très vite recruté par CHERUB durant une mission de recrutement par Kyle Blueman. Dès son arrivée au campus, il doit faire preuve de courage et fournir des efforts démesurés, afin de se préparer à l'entraînement initial qui commence trois semaines plus tard, et qui est une étape essentielle pour obtenir l'accréditation d'agent officiel. Il le réussit brillamment, bien qu'il ait été aidé par Kerry Chang (qui en connaissait les ficelles). Depuis, il est agent à CHERUB, et effectue bien son travail. Il est souvent présenté comme ayant un caractère impulsif. Il a souvent trompé ses petites amies avec d'autres filles qu'il rencontrait durant ses missions. À la fin du tome 12 (La Vague Fantôme) il intègre l'université de Stanford aux Etats-Unis. Ensuite il devient contrôleur  de mission et espère bien remplacer John Jones, son supérieur hiérarchique, il vit à nouveau au campus avec Kerry Chang. Il est le parrain de Joshua, fils d'Ewart Asker et Zara Asker. Dans le dernier tome, à la suite de son mariage avec Kerry Chang, on apprend qu'il va avoir un enfant avec cette dernière.

- Kyle Blueman - Né en 1989 au Royaume-Uni, il rejoint CHERUB à l'âge de 8 ans. Il a recruté James dans le centre Nebraska (livre 1) en se faisant passer pour un orphelin du centre. C'est le meilleur ami de James, même si ce dernier a du mal à accepter l'homosexualité de Kyle (révélation faite dans le tome 2). Il quittera le campus à ses 17 ans, (dans le tome 8) mais revient dans les tomes 10, 12 et 17.

- Kerry Chang - Née Lin Chang en 1992 à Hong Kong. Elle est rompue aux techniques des arts martiaux et parle couramment l'espagnol, le français, le mandarin et le japonais. Elle est la petite amie de James du tome 2 au tome 4 puis du tome 5 au tome 7 et dans les tomes 11 et 12, mais leur amitié commença au camp d'entrainement où ils étaient binômes. Elle réussit à être une agent accomplie lors de son deuxième passage au camp d'entraînement, avec James. La première fois, elle s'était cassé le genou, ce qui l'a contraint à abandonner. Sa relation avec James est particulièrement houleuse, principalement à cause du comportement du jeune homme, mais ils finissent toujours par se remettre ensemble. Dans le dernier tome, à la suite de son mariage avec James Adams, on apprend qu'elle va avoir un enfant avec ce dernier.

- Lauren Adams - Née Lauren Zoe Onions en 1994 à Londres. Elle est la demi-sœur de James, de trois ans sa cadette. Elle est recrutée par CHERUB très peu de temps après James, après que son père l'ait violemment battue (ce qui le conduira en prison). C'est le 3e plus jeune T-shirt noir de l'histoire de CHERUB. Du fait de sa parentalité avec James, elle partira très souvent en mission avec celui-ci. Elle est considérée comme l'un des meilleurs agents de toute l'histoire de l'organisation. Bien qu'aimant lancer régulièrement des piques à son frère aîné à propos de ses choix de vie et au sujet de son caractère impulsif et désordonné, elle est cependant très proche de lui car ils ont vécu des moments difficiles ensemble avant le décès de leur mère. Elle est la petite amie de Rat du tome 6 au tome 17. Dans le tome 17 on apprend qu'elle vit avec Rat. Après sa carrière à CHERUB elle devient pilote de NASCAR en Amérique.

- Bruce Norris - Né en 1992 au Pays de Galles, il est l'autre meilleur ami de James, et réside à CHERUB depuis 1998. Surdoué au combat, il est conseillé de ne jamais en venir aux mains avec lui. Il est le petit ami de Kerry dans les tomes 8 à 10, puis de Bethany dans le tome 12. Enfin, il aura une relation avec Fu Ning dans le tome 17, et partira en Thaïlande pour devenir professeur de boxe thaïlandaise. Son nom est une référence à Bruce Lee et à Chuck Norris.

- Dana Smith - Née en 1991 en Australie. Elle est la petite amie de James du tome 7 au tome 10. Tous deux s'entendront à merveille et James ne regrettera pas un seul instant sa relation tumultueuse avec Kerry. Elle a quelques mois de plus que lui. Taciturne et renfermée, elle ne s'est jamais entendue avec le groupe d'amis de James, qui la détestent tous (ils lui donnent le surnom de « Cheddar »). Sa relation avec James se terminera très mal, car elle finira par le tromper avec Michael Hendry, ex- petit ami de Gabrielle O'brien. Elle est fascinée par Le Seigneur des anneaux. Elle part en mission avec James et Lauren dans le tome 5.

- Callum Reilly - Né en 1993, il est recruté par Kyle Blueman dans un internat de Newcastle. C'est le frère jumeau de Connor. Il fait partie du groupe d'amis de James, mais à la différence des autres membres du groupe, il ne fera aucune mission avec celui-ci.

- Connor Reilly - Né en 1993, il est recruté par Kyle Blueman dans un internat de Newcastle. C'est le frère jumeau de Callum. Comme son frère, il ne participera à aucune mission en compagnie de James. Il réussira le programme à sa 2ème tentative .

- Nicole Eddison - Née en 1991, elle n'était visiblement pas faite pour les missions. Ses parents et son petit frère ont été tués dans un accident de voiture par un vieil homme à moitié aveugle et depuis elle en veut à toutes les personnes âgées. En mission avec James, Kerry et Kyle dans le tome 2, son comportement, prise de drogue (cocaïne), la conduira à se faire renvoyer de CHERUB.

- Amy Collins - Née en 1987 à Manchester. C'est elle qui a initié James à la natation dans le premier tome, et qui effectue avec lui la première mission qu'il doit remplir (celle qui lui vaut le T-Shirt bleu marine). Elle quittera CHERUB à 17 ans, à la fin du tome 2, et ira vivre en Australie avec son frère. Las-bas, ils créeront une école de plongée. Par la suite, on la revoit dans le tome 5 lorsque James, Lauren et Dana sont en mission en Australie, et dans le tome 12 lorsqu'elle vient assister au mariage de Chloé. Elle réapparaît dans les tomes 13, 14, et 15 comme membre de l'ULFT (Unité de Lutte contre les Facilitateurs Transnationaux, département de la CIA). Elle luttera aux côtés de Ryan contre le clan Aramov.

- Gabrielle O'Brien - Née en 1991 en Jamaïque, elle réside à CHERUB depuis 2003. C'est la meilleure amie de Kerry Chang. Elle participe à l'entraînement initial en même temps que James, Kerry, Nicole, Shak et les jumeaux. Elle manque de se faire tuer dans le tome 8, après avoir été poignardée par un délinquant. Elle aura une relation avec Michael Hendry jusqu'au tome 10, l'une « des plus solides du campus ».

- Michael Hendry - Petit ami de Gabrielle jusqu'au tome 10, il fait partie du groupe d'amis de James, et sera en mission avec lui dans le tome 8. Il sortira ensuite avec Dana Smith pendant une période très courte (un mois).

- Greg Rathbone dit « Rat » - Né en 1994, il est recruté par CHERUB en 2006, à la fin du tome 5 (le fameux gourou de la secte, décédé lors de cette mission, n'étant autre que son père). Doté d'une grande intelligence (avec un QI de 197), il est le petit ami de Lauren à partir du tome 6.

- Bethany Parker - Elle est la meilleure amie de Lauren, et déteste James Adams, qui le lui rend bien. Elle est la grande sœur de Jake. On apprend à la fin du tome 12 qu'elle sera renvoyée de l'organisation pour être restée en contact avec un garçon rencontré lors d'une mission (dont elle était tombée amoureuse). James fera seulement une mission avec elle lors du tome 10.

- Dave Moss - C'est l'un des meilleurs agents de CHERUB, une légende auprès des garçons du campus du fait de son succès auprès des filles (l'une d'elles s'est même retrouvée enceinte de ses œuvres). Il fait équipe avec James dans le tome 3, où le malheureux est victime de la formation d'un caillot de sang, qui entraînera son départ prématuré de la mission, et dans le tome 4, où il joue le rôle de son grand frère. Il réapparaît ensuite dans le tome 9, après être entré à l'université.

- Jake Parker - Petit frère de Bethany, il adore frimer devant ses camarades. Extrêmement turbulent et n'aimant rien de plus que de désobéir aux ordres, il est très souvent convoqué chez les directeurs. Il partira dans le tome 9 en mission avec Lauren et aussi dans le tome 10 où il partira avec James , Lauren et sa sœur.

- Kevin Sumner - Jeune agent qui appartient au groupe d'amis de Jake, il souffre d'un terrible vertige qui l'empêche de devenir un agent opérationnel. Dans le tome 7, James et Bruce sont chargés de l'aider à vaincre sa phobie et y parviennent, ce qu'il lui permet par la suite de devenir un agent opérationnel. Il participe à la mission du tome 12.

- Dante Welsh - Né Dante Scott[2]. Il est recruté par CHERUB en même temps que Lauren, mais ayant participé à l'une des missions les plus longues de l'histoire de CHERUB (34 mois), il n'apparaît qu'à partir du tome 11. Dans ce livre, la mission a pour but de venger le massacre de sa famille, assassinée par un groupe de bikers quelques années plus tôt. Dans cette mission, il joue le frère de Lauren et James.

### Agents principaux de la suite de la série originale à partir du tome 13
- Ryan Sharma - Né en 1999 en Russie, il a rejoint l’Angleterre en 2009 à la suite de la mort mystérieuse de son père. CHERUB le recrute à l'âge de 11 ans avec ses trois frères (Léon, Daniel et Théo) après la mort de sa mère d'un cancer. Sa première apparition est dans le tome 13 où il doit démanteler un important gang (qui va être l'une des plus longues mission de l'histoire de CHERUB) en se liant au petit-fils de sa dirigeante. Il a trois petits frères, deux meilleurs potes du nom de Alfie et Max. Ses amis le surnomment Rybo malgré les protestations de ce dernier.

- Fu Ning - C'est une jeune Chinoise qui est née également en 1999. Elle a été adoptée par un riche Chinois proxénète et une britannique alcoolique nommée Ingrid. Elle a un excellent niveau en boxe dû à un passage à l'académie des sports de Dandong. Elle est très grande et forte pour ses 11 ans. Elle sera plus tard recrutée par CHERUB car elle sait beaucoup de choses sur le clan Aramov. Dans le tome 17, elle aura une relation avec Bruce Norris.

### Personnel
- Ewart Asker - Né en 1976. Cet homme, qui adopte un style spécial, fait partie de l'équipe des contrôleurs de mission, dont il est un des membres les plus intransigeants mais aussi des plus compétents. Il est marié à Zara depuis 2001 et ensemble ils ont trois enfants : Joshua dont le héros est James Adams, Tiffany et Jonah. Il doit la vie à James et Dana, qui l'ont sauvé dans le tome 7. Dans le tome 17 on apprend qu'il est maintenant directeur.
- Zara Asker - Née en 1970. C'est l'épouse de Ewart Asker. Elle fut agent de 1978 à 1988, et obtint le T-shirt noir en 1984. Elle est la directrice de l'organisation, nommée dans le tome 6. Elle nomme son mari directeur entre les tomes 16 et 17.
- Dr Terence McAfferty dit « Mac » - Né en 1941 en Écosse. C'est le fils de Charles Henderson, le fondateur de CHERUB. Il fut directeur de CHERUB avant que Zara Asker lui succède. Après la Seconde Guerre mondiale, Miss McAfferty l'adopte car son père et sa mère sont morts.
- Meryl Spencer - Née en 1968, au Kenya. Grande sportive très connue, elle fut la responsable de formation de James à CHERUB.
- John Jones - Né en 1957, à Londres. Avant d'être muté au MI5, il travailla dans la police britannique. Il devint par la suite contrôleur de mission en 2004, mais n'a jamais été agent de CHERUB. Il travaille régulièrement avec James et Lauren.
- Norman Large - Né en 1963. Il rejoignit CHERUB en 1970 à l'âge de 7 ans, après la mort de ses parents dans un incendie domestique. Il fut par la suite nommé instructeur de CHERUB en 1996. Détesté par la plupart des agents de CHERUB, il se fait renvoyer dans le tome 8 à la suite du complot fomenté par Kyle, Lauren, James, Bruce, Rat et Kerry. Il a une fille adoptive, Hayley. On sait qu'il est homosexuel et qu'il rêve par-dessus tout de se venger de Lauren. Il a aussi six chiens dont deux gros qui peuvent tuer.
- Chloé Blake - Née en 1981. Elle fut d'abord l'assistante d'un contrôleur de mission, mais accéda au grade de contrôleuse de mission à part entière dans le tome 5. Elle est connue pour son manque d'autorité.
- Joe - C'est le responsable de formation à la fin de la carrière de James.
- Yosyp Kazakov - Il remplacera Large dans le tome 9. Il va continuer à être instructeur à CHERUB jusqu'au tome 15 dans lequel il perdra la vie. Dans le tome 10, il se rendra dans plusieurs casinos américains et grâce au talent mathématique de James empochera une grosse somme d'argent.
- Christine - C'est l'assistante de Meryl Spencer, qu'elle remplace quand cette dernière est absente.

## Histoire

### Pendant la Seconde Guerre mondiale
En 1941, au cours de la Seconde Guerre mondiale, Charles Henderson, un agent secret britannique infiltré en France, informe son quartier général que les résistants français utilisent des enfants pour franchir les points de contrôle de l’armée allemande, ou pour collecter des renseignements auprès des forces d’occupation.
En 1942, Henderson forme des enfants âgés de treize à quatorze ans afin de les charger de certaines missions d’infiltration. Ces enfants, placés sous le commandement du MI5, sont pour la plupart des Français exilés en Angleterre. Après une courte période d’entraînement, ils sont parachutés en zone occupée. Les informations qu'ils ont récoltées ont permis la réussite du débarquement du 6 juin 1944.
À la fin de la guerre, le réseau Henderson est dissous. La majorité des agents regagnent leur pays d’origine : la France.

### Poursuite des activités après-guerre
Charles Henderson fonde CHERUB en mai 1946, convaincu de l’efficacité de ses services en temps de paix. Il fonde le quartier général de son agence dans un village abandonné. Les vingt premières recrues, tous des garçons, construisent des baraques de bois dans l’ancienne cours de récréation.
Le fondateur de l’agence meurt quelques mois plus tard.
En 1951, CHERUB participe au démantèlement d’un réseau d’espions soviétiques. Pour récompenser l’agence, le gouvernement accorde les fonds nécessaires au développement des infrastructures. Grâce à ceux-ci, des bâtiments en dur sont construits et le nombre d’agents passe de vingt à soixante.
Au cours d’une mission en Allemagne de l’Est, deux agents perdent la vie en 1954. Le gouvernement impose de nouvelles règles : la création d’un comité d’éthique composé de trois membres chargés de lire et approuver les ordres de missions, l’établissement d’un âge minimum fixé à dix ans, et quatre mois d’entraînement initial pour participer aux opérations sur le terrain.
Les filles ne sont acceptées dans l’agence qu’en 1956. Cette année-là, elles sont au nombre de cinq ; dix ans plus tard, la parité était assurée.
CHERUB adopte le système des T-shirts en 1957.
Pour féliciter CHERUB de ses succès, le gouvernement augmente le nombre d’agents à cent trente, acquiert les champs autour du campus et l’entoure d’une clôture.
1967 est une année noire pour CHERUB. En effet, elle marque la mort d’un troisième agent au cours d’une mission en Inde.
En 1973, le bâtiment principal du campus est construit.
Max Weaver, un des premiers agents de CHERUB, meurt en 1977, laissant derrière lui une immense fortune sans héritier. Celle-ci est léguée à CHERUB. Elle servira, entre autres, à la construction du stade d’athlétisme couvert et de la bibliothèque.
En 1982, un quatrième agent est tué au cours de la guerre des Malouines.
En 1990, le campus étend sa superficie et renforce son système de sécurité. Il figure sur les cartes d’Angleterre comme un terrain militaire.
En 1996, pour son cinquantième anniversaire, CHERUB inaugure un stand de tir couvert et un bassin de plongée. Plus de neuf cents agents venus des quatre coins du monde assistent aux festivités.

## Livres de la série originale
1. 100 jours en enfer
2. Trafic
3. Arizona Max
4. Chute libre
5. Les Survivants
6. Sang pour Sang
7. À la dérive
8. Mad Dogs ; et 8 ½ Soleil noir
9. Crash
10. Le Grand Jeu
11. Vandales
12. La Vague fantôme
13. Le Clan Aramov
14. L'ange gardien
15. Black Friday
16. Hors-la-loi
17. Commando Adams (en)
18. Bonus : Dossiers secrets

### Les BD
1. 100 jours en enfer par John Aggs (dessin) et Ian Edginton (scénario, d'après Robert Muchamore) (Casterman, 2012 rééd 2016[3])
2. Trafic par David Combet (dessin) et Baptiste Payen (scénario, d'après Robert Muchamore) (Casterman, 2017[4])
3. Arizona Max par David Combet (dessin) et Baptiste Payen (scénario, d'après Robert Muchamore) (Casterman, 2018[5])
4. Chute Libre par David Combet (dessin) et Baptiste Payen (scénario, d'après Robert Muchamore) (Casterman, 2019)

### Mission 1,100 jours en enfer(The Recruit)
Le livre est paru en Angleterre en avril 2004 et le 16 février 2007 en France.
James n’a que 12 ans lorsque sa vie tourne au cauchemar. Placé dans un orphelinat à la mort de sa mère, il glisse vers la délinquance. Il est alors recruté par CHERUB, une mystérieuse organisation gouvernementale britannique . James doit suivre un éprouvant programme d’entraînement avant de se voir confier sa première mission d’agent secret. Sera-t-il capable de résister 100 jours ?  100 jours pendant lesquels lui et ses amis vont vivre un véritable enfer.
Après cette dure expérience, James, devenu agent, débute sa première mission : empêcher des terroristes écologistes « Sauver la terre !» de lâcher un virus de l'anthrax sur plus de 100 personnes...

### Mission 2,Trafic(Class Aau Royaume-Uni,The Dealeraux États-Unis)
Le livre est paru en Angleterre en octobre 2004 et le 15 mai 2007 en France.
Pour sa deuxième mission, James Adams, 13 ans, est chargé d'infiltrer le gang de trafic de cocaïne le plus important du Royaume-Uni : GKM. Son objectif est de réunir le plus de preuves incriminant Keith Moore, le chef de GKM, pour l'envoyer derrière les barreaux. En effet, depuis vingt ans, un puissant trafiquant de drogue mène ses activités au nez et à la barbe de la police. Décidant de mettre fin à ces crimes, les services secrets jouent leur dernière carte : CHERUB. L'agent James Adams reçoit donc l'ordre d'infiltrer le cœur du gang. Une mission à haut risque que James va devoir affronter avec ses amis Kerry, Kyle et Nicole.

### Mission 3,Arizona Max(Maximum Security)
Le livre est paru en Angleterre en avril 2005 et le 3 septembre 2007 en France.
Pour sa troisième mission, James Adams, accompagné de sa sœur Lauren et de Dave Moss (16 ans) doit tenter d'arrêter un des criminels les plus recherchés : Jane Oxford, marchande d'armes.
Pour cela, James devra infiltrer une prison ultrasécurisée : Arizona Max.
Il devra alors familiariser avec le fils de Jane Oxford, Curtis Oxford, et s'évader avec lui par la suite. Malgré les bagarres et la loi de la jungle qui règnent dans la prison et privé de l'aide de Dave (qui s'est fait hospitaliser), parviendra-t-il à mettre un terme à sa mission?

### Mission 4,Chute libre(The Killing)
Le livre est paru en Angleterre en octobre 2005 et le 1er février 2008 en France.
Dans ce tome, James Adams est en difficulté avec la direction de CHERUB (et ses amis et surtout sa petite amie Kerry Chang) qui l'envoie dans un quartier défavorisé de Londres en compagnie de Dave Moss afin d'enquêter sur d'obscures activités d'un petit truand local. Mais cette mission de moindre envergure mettra bientôt au jour un complot criminel d'une plus grande ampleur dont le témoin, un garçon, a perdu la vie un an plus tôt .

### Mission 5,Les Survivants(Divine Madness)
Le livre est paru en Angleterre en avril 2006 et le 16 mai 2008 en France.
Le milliardaire Joel Regan règne sur la secte des survivants. Convaincus de l'imminence d'une guerre nucléaire, ses fidèles se préparent à refonder l'humanité. Mais derrière, les prophéties fantaisistes du gourou se cache une menace bien réelle... L'agent James Adams, 14 ans, reçoit l'ordre d'infiltrer le quartier général du culte. Saura-t-il résister aux méthodes de manipulation des adeptes ?
Il rencontrera alors Rathbone Regan (appelé "Rat"), le 33e fils du gourou, qui deviendra alors une recrue de CHERUB.

### Mission 6,Sang pour Sang(Man vs Beast)
Le livre est paru en Angleterre en octobre 2006 et le 1er octobre 2008 en France.
James, Lauren et Kyle sont de nouveau en prise avec une dangereuse organisation terroriste, prête à tout pour faire cesser le massacre de milliers d'animaux, sacrifiés dans les laboratoires scientifiques. Ce sixième tome amènera nos trois agents à la frontière du bien et du mal, et fera naitre en eux de nombreuses interrogations. Quel choix feront-ils ?

### Mission 7,À la dérive(The Fall)
Le livre est paru en Angleterre en mars 2007 et le 4 février 2009 en France.
Lors de la chute de l'empire soviétique, Denis Obidin, grand industriel russe, a fait main basse sur l'industrie aéronautique de son pays. Aujourd'hui confronté à d'importantes difficultés financières, il s'apprête à vendre son arsenal à des groupes terroristes, à des prix défiant toute concurrence.
La veille de son quinzième anniversaire, l'agent James Adams est donc envoyé en Russie pour infiltrer le clan Obidin. Il ignore encore que cette mission va le conduire au bord de l'abîme…

### Mission 8,Mad Dogs(Mad Dogs)
Le livre est paru en Angleterre en octobre 2007 et le 6 mai 2009 en France.
Au cours d'une mission d'infiltration d'un gang de dealers, Gabrielle, petite-amie de Michael est très gravement blessée. On envoie donc en renfort les agents James Adams et Bruce Norris, chargés d'infiltrer les Mad Dogs, un gang rival. James y retrouve le fils de Keith Moore, "Junior", avec lequel il s'était lié d'amitié dans une précédente mission (voir tome 2 : Trafic).

### Mission 8 ½,Soleil noir(Dark Sun)
Le livre est paru en Angleterre en mars 2008 et le 17 octobre 2012 en France.
Pour célébrer la fin de l’année scolaire, George invite quelques copains chez lui pour jouer aux jeux vidéo toute la nuit. Mais il ignore que deux de ses invités sont des agents de CHERUB chargés d’enquêter sur son père. Ce dernier appartient à Soleil noir, une organisation criminelle dont les agissements pourraient entraîner une guerre nucléaire…
Ce volume est une édition spéciale imprimée à tirage limité. Il a été offert gratuitement à l'achat d'un autre livre de la série à partir du 11 mai 2011 et jusqu'à épuisement des stocks.
Il a depuis été réimprimé normalement à la suite de la demande de nombreux fans.

### Mission 9,Crash(The Sleepwalker)
Le livre est paru en Angleterre en février 2008 et le 26 août 2009 en France.
À la suite d'un accident d’avion dans lequel sont mortes plusieurs centaines de personnes (dont quatre membres de la famille de Mac, l’ancien directeur du campus) l’agence CHERUB enquête. Un jeune garçon perturbé, Fahim, accuse alors son propre père, Hassam, d’être à l’origine du crash. Lauren Adams et Jake Parker doivent alors se lier d’amitié avec le garçon pour vérifier ses propos, une mission qui va les mettre tous les deux en grand danger.

### Mission 10,Le Grand Jeu(The General)
Le livre est paru en Angleterre en septembre 2008 et le 6 janvier 2010 en France.
Le camp d'entraînement militaire de Fort Reagan, aux États-Unis, recrée dans les moindres détails une ville plongée dans la guerre civile avec plusieurs milliers de figurants.
Dans ce décor ultraréaliste, quarante soldats britanniques sont chargés de neutraliser tout un régiment de l'armée américaine.
L'affrontement semble déséquilibré, mais les insurgés disposent d'une arme secrète : dix agents de CHERUB prêts à tout pour remporter la bataille...

### Mission 11,Vandales(Brigands M.C.)
Le livre est paru en Angleterre en septembre 2009 et le 6 octobre 2010 en France.
Au début de ce tome, Dante Scott, le fils d'un membre des Vandales M.C., un gang de bikers, voit sa famille massacrée par le chef des Vandales surnommé le Führer. Dante et sa petite sœur Holly sont les seuls survivants, et tous deux sont recrutés peu de temps après par CHERUB. Quelques années plus tard, Dante reçoit enfin l'occasion d'assouvir sa vengeance : accompagné de James et Lauren Adams, il a pour mission d'infiltrer le gang et essayer d'envoyer le Führer en prison. Mais celui-ci, homme d'une extrême violence, n'est pas prêt à se laisser capturer sans combattre.

### Mission 12,La Vague fantôme(Shadow Wave)
Le livre est paru en Angleterre en août 2010 et le 11 mai 2011 en France.
Décembre 2004 : un tsunami dévaste les côtes de l’Asie et cause la mort de centaines de milliers de personnes. Le gouverneur de l’île de Langkawi en profite pour implanter des hôtels de luxe à l’emplacement des villages dévastés.
Quatre ans plus tard, James Adams doit assurer la sécurité du gouverneur en question lors de sa visite à Londres. Mais l’ex-agent Kyle Blueman, qui avait assisté à la catastrophe et qui compte bien faire payer ses crimes à son redoutable ennemi, propose alors à ses amis James et Bruce d’entreprendre une opération clandestine particulièrement risquée. James trahira-t-il CHERUB pour prêter main-forte à son meilleur ami ?

## Livres de la suite de la série originale
1. Le Clan Aramov
2. L'Ange gardien
3. Black Friday
4. Hors-la-loi
5. Commando Adams

### Mission 13,Le Clan Aramov(People's Republic)
Le livre est paru en Angleterre en août 2011 et le 4 janvier 2012 en France.
Après huit longs mois d’attente, Ryan se voit enfin confier sa première mission CHERUB.
Sa cible : Ethan, un jeune Californien privilégié passionné par l’informatique et le jeu d’échecs. Le profil type du souffre-douleur idéal… sauf que sa grand-mère dirige le plus puissant syndicat du crime du Kirghizstan. Si Ryan espérait profiter de cette opération pour bronzer sous le soleil californien, il déchantera bien vite…

### Mission 14,L'Ange gardien(Guardian Angel)
Le livre est paru en Angleterre en août 2012 et en France le 13 février 2013.
Pour échapper aux tueurs lancés à ses trousses, Ethan a dû rejoindre le Clan Aramov au Kirghizistan. Cloîtré dans la base d’où sa grand-mère et son oncle mènent leurs opérations criminelles, seul Internet lui permet de communiquer avec Ryan, le garçon qui, par deux fois, lui a sauvé la vie. Il ignore encore que son ange gardien est un agent de CHERUB chargé de démanteler l’organisation mafieuse dont il est l’héritier…

### Mission 15,Black Friday(Black Friday)
Il est paru en Angleterre le 5 septembre 2013 et le 15 janvier 2014 en France.
Le clan Aramov est à l'agonie. Après trois ans de travail d'infiltration, la plus longue mission d'infiltration touche à sa fin.

### Mission 16,Hors-la-loi(Lone Wolf)
Il est paru en Angleterre le 1er août 2014 et sort le 15 janvier 2015 en France.
Après dix-huit mois passés dans une prison pour mineurs, Fay n’a qu’un objectif : se venger de Hagar, le trafiquant de drogue qui a assassiné sa mère. Mais elle n’est pas la seule à viser ce criminel : elle ignore que Ning, sa seule alliée, est un agent de CHERUB chargé de la suivre à la trace.
Fay joue un jeu dangereux. Elle s’est fait de nombreux ennemis, et sa soif de vengeance pourrait bien se retourner contre elle…

### Mission 17,Commando Adams(New guard)
Le tome 17 de la série CHERUB est paru en Angleterre le 2 juin 2016 et le 2 novembre en France. Robert Muchamore a récemment parlé dans une interview accordée à The CHERUB District, que la fin de CHERUB était proche et que le tome 17 serait probablement le dernier tome du best-seller CHERUB.
Nous savons maintenant que le tome 17 est le dernier tome du best-seller CHERUB.
Au cours d'une banale mission de recrutement, deux agents de CHERUB mettent au jour un complot criminel mené depuis le Moyen-Orient par un redoutable groupe terroriste. Le gouvernement britannique souhaite intervenir secrètement. Les autorités chargent donc James Adams de former un commando de choc. L'occasion pour lui de réunir ses anciens camarades de CHERUB pour une ultime mission à haut risque en territoire ennemi...

## SérieHenderson's Boys
Cette série explique les origines de ce service très secret qui existerait au sein des services secrets britanniques. Se déroulant pendant la Seconde Guerre mondiale et elle compte sept tomes.
- Tome 1: L'Évasion (The Escape)
- Tome 2: Le Jour de l'Aigle (Eagle Day)
- Tome 3: L'Armée secrète (Secret Army)
- Tome 4: Opération U-Boot (Grey Wolves)
- Tome 5: Le Prisonnier (The Prisonnier)
- Tome 6: Tireurs d'élite (One Shoot Kill)
- Tome 7: L'Ultime Combat (Scorched Earth)

## La bande dessinée

### Mission 1: 100 jours en enfer
Une adaptation en bande dessinée du premier tome, intitulée Mission 1, 100 jours en enfer, est sortie le 11 avril 2012 en France et le 4 août 2012 au Royaume-Uni. Contrairement aux autres CHERUB, il sort d'abord en France car le dessinateur voulait d'abord la montrer au Festival international de la bande dessinée d'Angoulême. Les dessins sont réalisés par John Aggs, le scénario par Ian Edginton, le tout restant supervisé par Robert Muchamore.

### Mission 2: Trafic
Le deuxième tome de la bande dessinée, intitulée Mission 2, Trafic est sorti le 5 avril 2017 en France.
Le texte est écrit par Robert Muchamore et Baptiste Payen.
La BD est illustrée par David Combet.

## Série télévisée
Le 22 mai 2017, Robert Muchamore annonce officiellement sur sa page Facebook qu'une série CHERUB est en cours d'adaptation par la branche audiovisuelle de Komixx Entertainment,. Le fansite français The Cherub District annonce qu'un épisode pilote de 90 minutes ainsi qu'une saison de 10 épisodes serait à l'ordre du jour. Aucune date de sortie ainsi que la plateforme de diffusion ne sont à ce jour connues.

## Bonus
Robert Muchamore a décidé sur son site internet de publier des histoires inédites pour ses fans.
- La première mission de Kerry, qui met en scène la première mission de Kerry Chang[30].
- Prof de maths, passage coupé du chapitre 27 du tome 1 qui met James Adams en professeur de mathématiques[31].
- La directrice, passage coupé du chapitre 35 du tome 1 qui est après le combat à la cantine avec Stuart et Gareth et qui justifie la raison pour laquelle Ewart est tellement en colère contre James dans les scènes qui suivent[32].
- Disconnected, qui met en scène le père de James Adams[33].
- Christmas Story, qui raconte le Noël 2004 du campus[34].Il est disponible par les membres de la Czone seulement.
- CHERUB Jr, qui raconte l'histoire de Zoe et Rob King, deux T-shirts rouges[35].
- The Switch, qui a été juste publiée dans la version poche du tome 10[36].
- Three Futures, qui met en scène 3 futurs possibles de James Adams après le tome 12 qui sont : Playboy[37], The Family Man[38] et The Chairman[39].